# (5612) Nevskij
(5612) Nevskij est un astéroïde de la ceinture principale.

## Description
(5612) Nevskij est un astéroïde de la ceinture principale. Il fut découvert le 3 octobre 1975 à Nauchnyj par Lioudmila Tchernykh. Il présente une orbite caractérisée par un demi-grand axe de 2,49 UA, une excentricité de 0,10 et une inclinaison de 7,7° par rapport à l'écliptique.

## Compléments